# Immendorf (Velden)
Immendorf ist ein Gemeindeteil der Stadt Velden im Landkreis Nürnberger Land (Mittelfranken, Bayern). Immendorf liegt in der Gemarkung Treuf.

## Geografie
Die Einöde liegt im nordwestlichen Bereich der Hersbrucker Alb. Sie liegt etwas weniger als vier Kilometer westnordwestlich des Ortszentrums von Velden auf 461 m ü. NHN. Der Ort besteht aus drei Wohnhäusern sowie landwirtschaftlichen Gebäuden, die Nachbarorte des Weilers sind Gerhelm, Münzinghof, Raitenberg Henneberg und Viehhofen.

## Geschichte
Bis zum Beginn des 19. Jahrhunderts unterstand Immendorf der Landeshoheit der Reichsstadt Nürnberg. Die Dorf- und Gemeindeherrschaft wurde dabei vom Pflegamt Hersbruck in seiner Funktion als Vogteiamt ausgeübt. Immendorf hatte eine administrative Sonderrolle, denn es lag als Exklave des Hersbrucker Pflegamtes inmitten des Vogteibezirk des ebenfalls nürnbergischen Pflegamtes Velden. Die Hochgerichtsbarkeit über den Ort wurde von diesem Pflegamt in seiner Rolle als Fraischamt wahrgenommen. Immendorf wurde 1806 bayerisch, nachdem die Reichsstadt Nürnberg unter Bruch der Reichsverfassung vom Königreich Bayern annektiert worden war. Damit wurde das Dorf Bestandteil der bei der „napoleonischen Flurbereinigung“ in Besitz genommenen neubayerischen Gebiete, was im Juli 1806 mit der Rheinbundakte nachträglich legalisiert wurde.
Durch die Verwaltungsreformen zu Beginn des 19. Jahrhunderts im Königreich Bayern wurde Immendorf mit dem Zweiten Gemeindeedikt im Jahr 1818 Bestandteil der Ruralgemeinde Treuf. Im Zuge der kommunalen Gebietsreform in Bayern wurde die Gemeinde Treuf am 1. Januar 1972 aufgeteilt und Immendorf nach Velden eingemeindet.
 Bis zum Jahr 1990 wurde der Hof und die umliegenden Ländereien durch Landwirtschaft genutzt. Im Jahr 2018 zählte Immendorf acht Einwohner.
Am 10. August 2024 wurde das alte Bauernhaus sowie die angebauten Stallungen und eine kleine Halle durch einen Brand zerstört. 

### Golfanlage Gerhelm
Das Flurgebiet um Immendorf wurde bis 1990 u. a. mit Milchviehhaltung und zuletzt Schweinezucht landwirtschaftlich genutzt. Auf dem leicht hügeligen Gelände rund um Immendorf und den Gutshof Gerhelm wurde auf 1,25 Millionen Quadratmetern eine 18-Loch-Golfanlage des Golfclubs Gerhelm angelegt, in die Immendorf eingebettet ist.
Ausstattung der Anlage:
- Driving Range, Übungsbunker, Putting Green
- 18-Loch Meisterschaftsplatz